# Günter Gollos
Günter Gollos (ur. 17 stycznia 1942) – niemiecki lekkoatleta, sprinter. W czasie swojej kariery startował w barwach Niemieckiej Republiki Demokratycznej.
Zajął 4. miejsce w biegu na 50 metrów na europejskich igrzyskach halowych w 1967 w Pradze. Na kolejnych europejskich igrzyskach halowych w 1968 w Madrycie zdobył brązowy medal w tej konkurencji (wyprzedzili go tylko Jobst Hirscht z RFN i Bob Frith z Wielkiej Brytanii), a na europejskich igrzyskach halowych w 1969 w Belgradzie zajął 4. miejsce na tym dystansie. Na mistrzostwach Europy w 1969 w Atenach zajął 5. miejsce w sztafecie 4 × 100 metrów.
Gollos był mistrzem NRD w sztafecie 4 × 100 metrów w 1968 i 1970 oraz wicemistrzem w 1966 i 1967, a także wicemistrzem w skoku w dal w latach 1963–1965 i 1967 oraz brązowym medalistą w biegu na 100 metrów w 1965. W hali był mistrzem NRD w biegu na 50 metrów w 1964 i 1965 oraz w biegu na 55 metrów w latach 1967–1969, a w skoku w dal wicemistrzem w 1964 i 1965 oraz brązowym medalistą w 1967.
Jego rekord życiowy w biegu na 100 metrów wynosił 10,2 s (ustanowiony 11 lipca 1968 w Poczdamie, był to wyrównany rekord NRD), a w skoku w dal 7,82 m (osiągnięty 11 lipca 1964 w Jenie). Reprezentował klub ASK Vorwärts Potsdam.